# Valleiry
Valleiry és un municipi francès situat al departament de l'Alta Savoia i a la regió d'Alvèrnia-Roine-Alps. L'any 2007 tenia 2.962 habitants.

## Demografia

### Població
El 2007 la població de fet de Valleiry era de 2.962 persones. Hi havia 1.175 famílies de les quals 361 eren unipersonals (159 homes vivint sols i 202 dones vivint soles), 314 parelles sense fills, 403 parelles amb fills i 97 famílies monoparentals amb fills.
La població ha evolucionat segons el següent gràfic:
Habitants censats

### Habitatges
El 2007 hi havia 1.379 habitatges, 1.228 eren l'habitatge principal de la família, 94 eren segones residències i 57 estaven desocupats. 761 eren cases i 615 eren apartaments. Dels 1.228 habitatges principals, 811 estaven ocupats pels seus propietaris, 380 estaven llogats i ocupats pels llogaters i 37 estaven cedits a títol gratuït; 18 tenien una cambra, 128 en tenien dues, 292 en tenien tres, 283 en tenien quatre i 507 en tenien cinc o més. 1.083 habitatges disposaven pel capbaix d'una plaça de pàrquing. A 522 habitatges hi havia un automòbil i a 625 n'hi havia dos o més.

### Piràmide de població
La piràmide de població per edats i sexe el 2009 era:
| Homes | Edats   | Dones |
| ----- | ------- | ----- |
| 0     | 95 o +  | 0     |
| 0     | 90 a 94 | 12    |
| 8     | 85 a 89 | 4     |
| 12    | 80 a 84 | 12    |
| 4     | 75 a 79 | 20    |
| 44    | 70 a 74 | 36    |
| 24    | 65 a 69 | 40    |
| 36    | 60 a 64 | 32    |
| 36    | 55 a 59 | 48    |
| 108   | 50 a 54 | 92    |
| 88    | 45 a 49 | 92    |
| 100   | 40 a 44 | 108   |
| 104   | 35 a 39 | 84    |
| 96    | 30 a 34 | 88    |
| 56    | 25 a 29 | 76    |
| 60    | 20 a 24 | 44    |
| 80    | 15 a 19 | 88    |
| 84    | 10 a 14 | 76    |
| 68    | 5 a 9   | 84    |
| 68    | 0 a 4   | 100   |

## Economia
El 2007 la població en edat de treballar era de 2.051 persones, 1.637 eren actives i 414 eren inactives. De les 1.637 persones actives 1.555 estaven ocupades (833 homes i 722 dones) i 83 estaven aturades (36 homes i 47 dones). De les 414 persones inactives 92 estaven jubilades, 148 estaven estudiant i 174 estaven classificades com a «altres inactius».

### Ingressos
El 2009 a Valleiry hi havia 1.194 unitats fiscals que integraven 2.914 persones, la mediana anual d'ingressos fiscals per persona era de 27.263 €.

### Activitats econòmiques
Dels 122 establiments que hi havia el 2007, 1 era d'una empresa alimentària, 12 d'empreses de construcció, 37 d'empreses de comerç i reparació d'automòbils, 6 d'empreses de transport, 9 d'empreses d'hostatgeria i restauració, 1 d'una empresa d'informació i comunicació, 9 d'empreses financeres, 9 d'empreses immobiliàries, 8 d'empreses de serveis, 20 d'entitats de l'administració pública i 10 d'empreses classificades com a «altres activitats de serveis».
Dels 35 establiments de servei als particulars que hi havia el 2009, 1 era una gendarmeria, 1 oficina de correu, 4 oficines bancàries, 2 tallers de reparació d'automòbils i de material agrícola, 1 taller d'inspecció tècnica de vehicles, 1 autoescola, 4 paletes, 2 guixaires pintors, 2 fusteries, 2 electricistes, 3 perruqueries, 1 veterinari, 6 restaurants, 3 agències immobiliàries, 1 tintoreria i 1 saló de bellesa.
Dels 8 establiments comercials que hi havia el 2009, 1 era una botiga de més de 120 m², 1 una botiga de menys de 120 m², 1 una fleca, 1 una peixateria, 2 botigues de roba, 1 una botiga de mobles i 1 una joieria.
L'any 2000 a Valleiry hi havia 10 explotacions agrícoles que ocupaven un total de 140 hectàrees.

## Equipaments sanitaris i escolars
El 2009 hi havia 1 farmàcia i 1 ambulància.
El 2009 hi havia 1 escola maternal i 1 escola elemental.

## Poblacions més properes
El següent diagrama mostra les poblacions més properes.